# Coupe du Président d'Irlande 2017
Navigation
Édition précédente Édition suivante
La Coupe du Président d'Irlande 2017, en anglais : 2017 President of Ireland's Cup, est la quatrième édition de la Coupe du Président, une compétition de football qui oppose chaque année en début de saison le vainqueur du championnat et de la Coupe d'Irlande. 

## Le match
Le match oppose le champion d'Irlande 2016, le Dundalk Football Club, au vainqueur de la Coupe d'Irlande 2016, le Cork City Football Club. Il se déroule le 17 février 2018 à Turners Cross, le stade de Cork, car Oriel Park, le stade de Dundalk, est en travaux à la date du match.
| 17 février 2018 | Cork City FC | 3-0     | Dundalk FC | Turners Cross                                    |                                                  |
| 19:45           | Sean Maguire 15e · Kevin O'Connor 68e · Karl Sheppard 90+5e | (1-0)   | | Spectateurs : 3 140 Arbitrage : Anthony Buttimer | Spectateurs : 3 140 Arbitrage : Anthony Buttimer |
| 19:45           | Mark McNulty ; Steven Beattie (Shane Griffin 83), Conor McCormack, Gary Delaney, Kevin O'Connor; Jimmy Keohane, Garry Buckley, Greg Bolger (Karl Sheppard 65e), Gearoid Morrissey (Conor Ellis 87), Stephen Dooley (Conor McCarthy 90+2) ; Sean Maguire. | Équipes | Gabriel Sava; Sean Gannon (Niclas Vemmelund 80e), Brian Gartland, Paddy Barrett, Dane Massey ; John Mountney (Steven Kinsella 73e), Robbie Benson, Stephen O'Donnell (Conor Clifford 77e), Patrick McEleney, Michael Duffy (Jamie McGrath 80e) ; Ciaran Kilduff (Carlton Ubaezuono 90+2). | Spectateurs : 3 140 Arbitrage : Anthony Buttimer | Spectateurs : 3 140 Arbitrage : Anthony Buttimer |